# Bắc Lãng
Bắc Lãng là một xã thuộc huyện Đình Lập, tỉnh Lạng Sơn, Việt Nam.
Xã Bắc Lãng có diện tích 58,53 km², dân số năm 1999 là 1.265 người, mật độ dân số đạt 22 người/km².
Theo thống kê năm 2019, xã Bắc Lãng có diện tích 58,53 km², dân số là 1.506 người, mật độ dân số đạt 26 người/km².